# Bertha von Marenholtz-Bülow

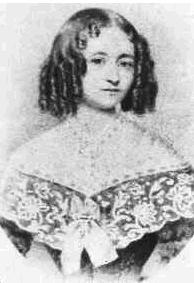
Die junge Bertha von Bülow

Bertha Maria Freifrau von Marenholtz geb. Freiin von Bülow (* 5. März 1810 in Küblingen; † 9. Januar 1893 in Dresden) war eine Frauenrechtlerin und bedeutende deutsche Kindergarten-Pädagogin sowie herausragende Persönlichkeit innerhalb der Fröbelbewegung. Durch sie wurde der Stifter des Kindergartens, Friedrich Fröbel, „zum international bekanntesten und anerkanntesten deutschen Pädagogen“.

## Leben
Sie entstammte dem mecklenburgischen Uradelsgeschlecht derer von Bülow und war das fünfte von zwölf Kindern des Georg Freiherrn von Bülow-Wendhausen, der in dritter Ehe mit Henriette Amalie Marie geborene Gräfin von Wartensleben (geschiedene Gräfin von Danckelmann) verheiratet war. Ihre Kindheit und Jugendzeit verlebte sie auf dem elterlichen Gut. Im Alter von 20 Jahren heiratete sie Wilhelm Reichsfreiherr von Marenholtz, dessen beide früheren Ehefrauen, Sophie Henriette von Gustedt und Karoline Freiin von Hanstein, früh verstarben. Der Witwer brachte fünf Kinder im Alter zwischen zwei bis zehn Jahren in die Ehe. Am 14. Januar 1831 wurde dem Ehepaar, das in Hannover wohnte, ein Sohn geboren, der im Alter von 22 Jahren an Tuberkulose starb.
Da Bertha von Marenholtz-Bülow nicht glücklich verheiratet war, verließ sie 1847 die Familie, ohne sich formell scheiden zu lassen. Durch Bettina von Arnim und den großen Pädagogen Adolph Diesterweg wurde sie auf das Problem der Volkserziehung aufmerksam gemacht. Im Sommer 1849 lernte die Baronin bei einem Badeaufenthalt in Bad Liebenstein den Pädagogen Friedrich Fröbel kennen:

„Es kommt zu einer tiefen geistigen Freundschaft zwischen der hochgebildeten Baronin und dem tiefsinnigen autodidaktischen Erziehungsphilosophen aus dem kleinen Thüringer Bergdorf Oberweißbach. Obwohl Marenholtz-Bülow sich als ‚Schülerin‘ Fröbels bezeichnet, war das Verhältnis zwischen beiden doch gleichwertig und Marenholtz-Bülow stets bestrebt, Fröbel ‚besser zu verstehen, als er sich selbst verstand‘.“

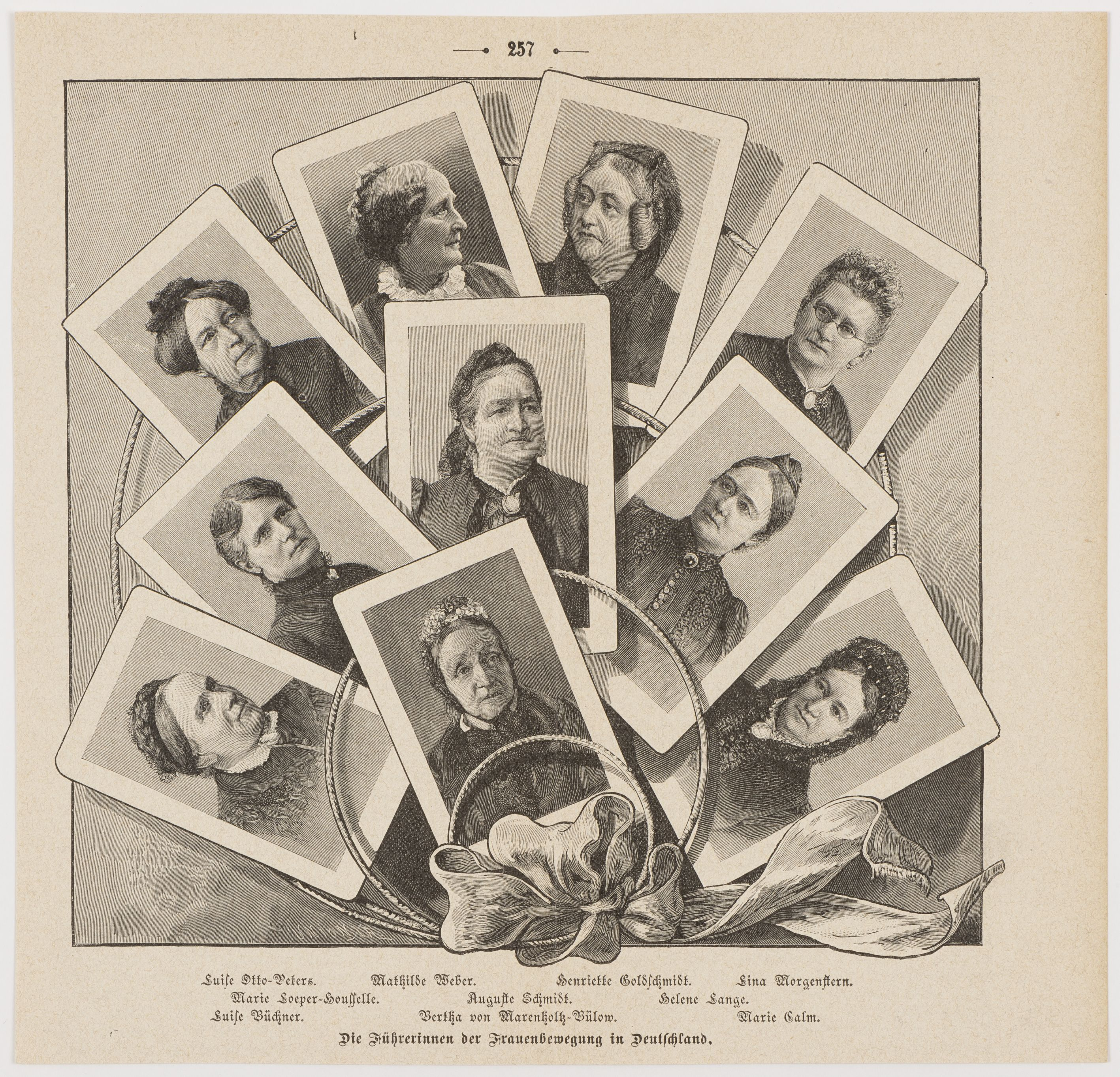
„Die Führerinnen der Frauenbewegung in Deutschland“,
Illustration aus Die Gartenlaube 1894
B. von Marenholtz-Bülow ist in der Mitte der unteren Reihe zu sehen

Die Baronin unternahm ausgedehnte Vortragsreisen durch Deutschland, aber auch ins Ausland, wo sie für die Pädagogik Friedrich Fröbels und seine Idee des Kindergartens warb. Sie war u. a. in London, Paris, Zürich, Brüssel, Gent, Antwerpen, Mülhausen, Lausanne, Genf, Neuchâtel, Florenz, Rom und Neapel.
In Deutschland wirkte die Adelige insbesondere in Berlin und Dresden. Als am 23. August 1851 die Kindergärten in Preußen verboten wurden, kämpfte sie für den Erhalt der pädagogischen Einrichtungen. Schließlich 1860 konnte mit ihrer Unterstützung das unsinnige Verbot aufgehoben werden. Sie gründete Volkskindergärten (die erste Einrichtung dieser Art wurde 1861 in Berlin ins Leben gerufen und von Ida Seele geleitet), ein Kindergärtnerinnenseminar sowie Fröbelvereine. Auf dem Frankfurter Philosophenkongress im Oktober 1869 hielt sie drei hoch beachtete Vorträge zu folgenden Themen: Das früheste Kindesalter und die Wissenschaft der Mutter, Die Umgestaltung der Volkserziehung und Fröbels Gesetz der Arbeit sowie Die Einwirkung der Fröbelschen Methode auf der Erziehung der reiferen Jugend und die höheren Lehranstalten. 1871 kam es in Dresden zur Gründung des Allgemeinen Erziehungsvereins. Ferner gab Bertha von Marenholtz-Bülow von 1861 bis 1863 und von 1873 bis 1890 die Zeitschrift Die Erziehung der Gegenwart heraus. Ihre letzte große Reise unternahm sie 1872 nach Kufstein. Dort besuchte sie die Kinderbewahranstalt des Dekans Matthäus Hörfarter.
Mit der Pädagogin Angelika Hartmann verband sie eine lebenslange Freundschaft.

## Wirken
Was den Kindergarten betraf, forderte sie, im Gegensatz zu Friedrich Fröbel, eine strenge Trennung zwischen den Kindern des Proletariats und des Bürgertums in so genannte Volks- und Familienkindergärten. Mit der Errichtung von „Volkskindergärten“ reagierte die Baronin auf die „mit der zunehmenden Proletarisierung der Arbeiterschicht einhergehende Verwahrlosung der Arbeiterklasse“. Diese „Zweiteilung“ führte letztlich zur Erstarrung der Fröbelschen Spielkonzeption und zurück zur Kinderbewahranstalt.

„Geleitet von der Idee, eine Arbeitserziehung gerade für das „arme Volk“ zu entwickeln, die Hand geschickt zu machen und frühzeitig Arbeitsdisziplin anzulegen, hat B. von Marenholtz das Spielgabensystem mechanisiert. Fröbels systematische Ordnung des Kinderspiels war auf den tiefsten religiösen Grund seiner Weltanschauung bezogen, sie war eine Deutung kindlichen Spiels und nicht ein Leitfaden für folgerichtig aufgebaute technische Übungen. Der Spielvorgang blieb bei Fröbel frei, er beabsichtigte keine messbaren Lernergebnisse für diese Altersstufe. Er achtete die kindliche Aktivität als Äußerung schöpferischen Dranges des menschlichen Geistes und bewahrte die individuelle Freiheit. Die unfruchtbare Erstarrung seiner Spielweise, die bis ins 20. Jahrhundert mit dem Gebrauch der Spielgaben verbunden war, wo man noch daran festhielt, ist auf B. von Marenholtz’ missionarischen Eifer zurückzuführen.“

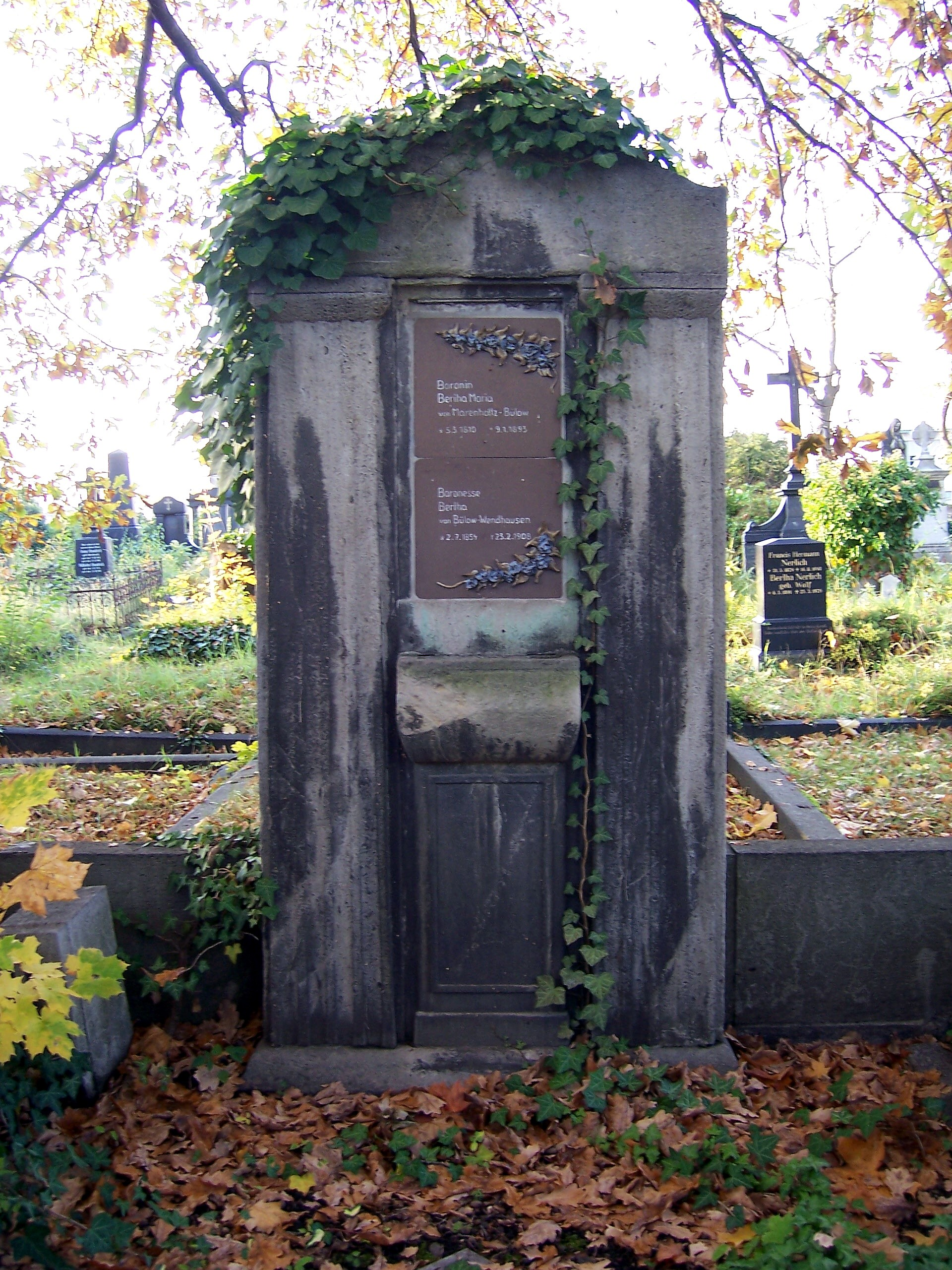
Grab von Bertha von Marenholtz-Bülow auf dem Alten Annenfriedhof in Dresden.

Die Baronin hatte sich als „Erbin“ Friedrich Fröbels, als die Vertreterin seiner Pädagogik betrachtet, welche nur von ihr am angemessensten rezipiert werden könne. Doch der Pädagoge war anscheinend von ihrem Wirken nicht sehr überzeugt und schenkte ihr keineswegs die Beachtung, die sie sich selbst immer wieder zuschrieb. In einem Brief an seine ehemalige Schülerin und spätere zweite Frau, Louise Levin, schrieb Fröbel: „Die Marenholtz ist mit all ihren Gärtnerinnen doch eine Verführerin, aus ihren Bestrebungen ist nicht ein einziger Kindergarten hervorgegangen.“
Trotz Kritik des „Meisters“ gilt Bertha von Marenholtz-Bülow als „entschiedene Vertretern des Fröbelschen Kindergartens. Ihr verdankt die Kindergartenpädagogik Fröbels die internationale Verbreitung […] Durch eine rege Vortragstätigkeit […] verhalf sie den pädagogischen Gedanken Fröbels gemäß ihrer Interpretation zum internationalen Durchbruch.“
Nach einem Schlaganfall hinfällig geworden, starb die Baronin im Alter von 82 Jahren in Dresden. Ihr Grab befindet sich dort auf dem Alten Annenfriedhof.

## Werke (Auswahl)
- Die erste Erziehung durch die Mutter nach Friedrich Fröbels Grundsätzen. Leipzig 1852
- Ein zusammenhängendes Ganzes an Spielen und Beschäftigungen für die erste Kindheit von Fr. Fröbel. Dresden 1854
- Die Arbeit und die neue Erziehung nach Fröbels Methode. Berlin 1866
- Das Kind und sein Wesen. Beiträge zum Verständnis der Fröbelschen Erziehungslehre. Kassel 1868